# São Paulo Challenger 2 1989
Il São Paulo Challenger 2 1989 è stato un torneo di tennis facente parte della categoria ATP Challenger Series nell'ambito dell'ATP Challenger Series 1989. Il torneo si è giocato a San Paolo in Brasile dal 10 al 16 luglio 1989 su campi in terra rossa.

## Vincitori

### Singolare
Roberto Jabali ha battuto in finale  Borja Uribe-Quintana con il punteggio di 6–2, 2–6, 7–5

### Doppio
David Macpherson /  Gerardo Mirad hanno battuto in finale  Otavio Della /  Jaime Oncins con il punteggio di 2–6, 7–6, 6–2